# Hilaria del Rosario
Hilaria del Rosario y Reyes de Aguinaldo (Imus, Provincia de Cavite,  Capitanía General de Filipinas, Imperio español, 17 de febrero de 1877 - Cavite el Viejo, Provincia de Cavite, Filipinas, 6 de marzo de 1921) fue la primera esposa de Emilio Aguinaldo, líder de la Revolución Filipina y primer presidente de la Filipinas independiente, antes de su captura por los estadounidenses.
Hilaria del Rosario y Emilio Aguinaldo y Famy se casaron el 1 de enero de 1896, el mismo día que Aguinaldo ingresó en la sociedad secreta denominada Katipunan. Tuvieron cinco hijos: Miguel, Carmen, Emilio, María y Cristina.
Durante la Revolución, Hilaria complementó la labor política y militar de su marido organizando las Hijas de la Revolución, una organización encargada de gestionar la distribución de comida y medicinas a los insurgentes heridos, que más tarde se transformaron en la Asociación Nacional de la Cruz Roja, considerada la precursora de la actual Cruz Roja Filipina. Hilaria del Rosario constituyó las Hijas de la Revolución en Malolos el 14 de febrero de 1899, con las mujeres e hijas de los miembros del gobierno y los comandantes del ejército insurrecto. Los estatutos de la Asociación Nacional, estableciendo que debía proporcionar asistencia a los soldados filipinos heridos, a los civiles enfermos, a los huérfanos y viudas, fueron aprobados el 17 de febrero del mismo año por la efímera Primera República Filipina (también conocida como República de Malolos). Hilaria fue nombrada presidenta.
Hilaria acompañó a su marido en su huida de los estadounidenses en el norte de Luzón en los últimos meses de 1899, pero este decidió, el día de Navidad, que las mujeres de su reducida partida (entre ellas Hilaria y su hermana) se rindieran para evitarles mayores penalidades, lo que tuvo lugar en Talubin. Permanecería en poder de los estadounidenses hasta que su propio marido fue capturado en marzo de 1901 en Palanan y pudieron reunirse de nuevo.
Hilaria del Rosario de Aguinaldo murió en Cavite el Viejo de tuberculosis.